# Rudy Winkler
Rudy Winkler (Albany, 6 de diciembre de 1994) es un deportista estadounidense que compite en atletismo, especialista en la prueba de lanzamiento de martillo.
En los Juegos Panamericanos de 2023 obtuvo una medalla de bronce. Participó en dos Juegos Olímpicos de Verano, en los años 2016 y 2020, ocupando el séptimo lugar en Tokio 2020, en su especialidad.

## Palmarés internacional
| Juegos Panamericanos | Juegos Panamericanos | Juegos Panamericanos | Juegos Panamericanos |
| Año                  | Lugar                | Medalla              | Prueba               |
| -------------------- | -------------------- | -------------------- | -------------------- |
| 2023                 | Santiago (Chile)     | Medalla de bronce    | Martillo             |